# A Prisoner of War
A Prisoner of War è un cortometraggio muto del 1912 diretto da J. Searle Dawley.

## Produzione
Il film fu prodotto dalla Edison Company.

## Distribuzione
Distribuito dalla General Film Company, il film - un cortometraggio in una bobina - uscì nelle sale cinematografiche degli Stati Uniti il 14 giugno 1912. La Kinematograph Trading Company lo distribuì nel Regno Unito il 7 settembre 1912.